# 麺とパスタ専門学校
麺とパスタ専門学校（めんとパスタせんもんがっこう）は、愛媛県松山市にて2011年4月1日に開校が予定されていた、麺に携わる職業人の養成を目的とした専修学校。予定運営者は学校法人英数学館だった。

## 概要
同地に存在していた学校法人英数学館運営の福祉学系の専修学校松山総合福祉専門学校が廃校した後の後継施設として、うどん、ラーメン、そば、パスタ等の麺類製造を専門に学ぶ日本初の専修学校として開校する予定だった。しかし、受験志願者および入学確保者が予定規定数を満たさず、運営側であった学校法人英数学館が、2011年9月に設立を断念。同年12月8日に学校設置認可取り下げ申請を行い、21日に受理されて正式な廃校となった。
現在、跡地は同じく英数学館が運営する並木学院高等学校（本校：広島市）の松山学習センター（英数学館 松山校）となっている。専門学校で使用予定であった本格的な厨房施設や製麺機などの麺類製造機器はそのまま同校の設備になっているため、並木学院高校の生徒たちはこれら設備の使用が可能となっている。

## 沿革
- 2009年3月25日 - 松山総合福祉専門学校の廃校に伴い、その跡地の後継施設として、愛媛県私立学校審議会に打診し、設立を承認。
- 2009年6月18日 - オフィシャルWEBサイト設置。
- 2010年4月1日 - 跡地に開校を予定するが生徒が集まらなかったため1年の猶予期間を設けた。
- 2011年9月 - 受験志願者数が定数に達せず、入学確保者の見込み数が不足となったため、英数学館が学校設立を断念。
- 2011年12月8日 - 英数学館が「麺とパスタ専門学校」の設置認可の取り下げ申請を行う。
- 2011年12月21日 - 愛媛県、学校設置認可取り下げを受理。廃校。

## 予定学科
- 麺とパスタ学科（2年制、定員40名）

## 所在予定地
学校法人英数学館麺とパスタ専門学校
- 愛媛県松山市衣山1丁目197-1

## 引用・備考
1. ↑  麺とパスタ専門学校　生徒集まらず開校断念（愛媛新聞社） インターネットアーカイブのキャッシュ。2016年5月2日閲覧